# Organische Arbeit
Organische Arbeit (polnisch praca organiczna) ist ein im 19. Jahrhundert von polnischen Positivisten geprägter Begriff. Die damit bezeichnete Ideologie verlangt den Einsatz der Kräfte der Nation zu sinnvoller Arbeit anstelle von fruchtlosen Aufständen. Die grundlegenden Prinzipien der organischen Arbeit sahen u. a. die Bildung der Massen sowie die Steigerung des ökonomischen Potentials der Polen vor. Dadurch sollte aus den niedrigeren polnischen Klassen eine moderne Nation entstehen und der Erfolg der Germanisierungs- bzw. Russifizierungspolitik der Teilungsmächte verhindert werden.